# Filskov
Filskov es una localidad situada en el municipio de Billund, en la región de Dinamarca Meridional (Dinamarca), con una población estimada a principios de 2018 de unos 664 habitantes.
Se encuentra ubicada en el centro de la península de Jutlandia, junto a la frontera con la región de Jutlandia Central.